# نویهوفن آندر ایبس
نویهوفن آندر ایبس (به آلمانی: Neuhofen an der Ybbs) یک منطقهٔ مسکونی در اتریش است که در بخش امستیتن واقع شده‌است. نویهوفن آندر ایبس ۲٬۶۴۳ نفر جمعیت دارد.